# جائحة فيروس كورونا في سابا 2020

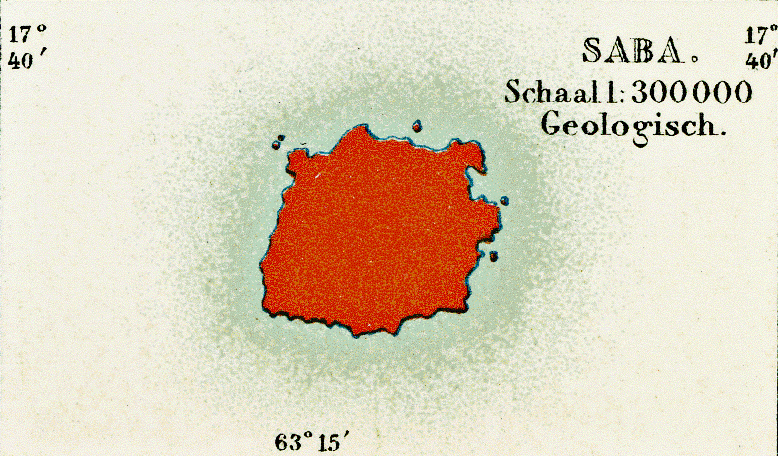

تعد جائحة فيروس كورونا 2019–20 في سابا جزءًا من الانتشار العالمي المستمر حتى اللحظة لفيروس كوفيد-19، والذي أُكد بلوغه جزيرة سابا في المملكة الهولندية الكاريبية في 12 أبريل عام 2020. يبلغ تعداد سكان الجزيرة 1905 نسمة. وحتى 12 مايو، كان قد أبلغ أن جميع الإصابات قد تعافت.

## خلفية
في 12 يناير عام 2020، أكدت منظمة الصحة العالمية (WHO) أن فيروس كورونا المستجد كان سبب الإصابة بمرض تنفسي لدى عدة أشخاص في مدينة ووهان، مقاطعة هوبي، الصين والذي أبلغ لمنظمة الصحة عنه في 31 ديسمبر عام 2019.
كان مُعَدَّلُ إماتَةِ الحالاَت لكوفيد-19 أقل بكثير من جائحة المتلازمة التنفسية الحادة الوخيمة في عام 2003. إلا أن معدل الانتقال وإحداث العدوى أعلى بكثير وبالتالي معدل الوفيات الإجمالي.
كانت سابا ضمن وضع صعب، نظرًا إلى تعداد سكانها. إذ أن منشآتها الصحية تستطيع استيعاب ما يقارب 8 أشخاص فقط، والعمليات الجراحية تُجرى في سان مارتن فقط. لحالات الطوارئ هناك مروحية صدمة متاحة من سينت أوستاتيوس، ولكن عادة ما تنطوي على رحلة بالقارب لمدة ساعة ونصف.

## الجدول الزمني

### مارس 2020
في 19 مارس، اتخذ في سابا إجراءات احترازية بإغلاق الميناء والمطار والمدارس. اتخذ الحاكم جونسون التدابير بسبب الوضع الضعيف للجزيرة والرعاية الطبية المحدودة. أوقفت كلية الطب بجامعة سابا الأنشطة الصفية وانتقلت إلى المحاضرات عبر الإنترنت. عاد بعض الطلاب إلى منازلهم، في حين بقي آخرون في الجزيرة.

### أبريل 2020
في 7 أبريل طُبّق الحجر الصحي الذاتي على ثلاثة أشخاص، وأجريت 18 اختبارًا كانت نتائجها جميعًا سلبية.
أكدت الحالة الأولى في 12 أبريل، وهي مصابة تعاني من أعراض خفيفة. مكان التقاط العدوى غير معروف، نظرًا لأن المريضة لم تسافر، وبالتالي فقد انتقلت إليها العدوى محليًا. أحد الأشخاص الذي كانت على اتصال به مصاب بذات الرئة. أمر الحاكم جوناثان جونسون بفرض الإغلاق.
في 13 أبريل، أكد وجود حالتين. أجريت الفحوصات ل 22 شخصًا، منهم 18 شخص سلبي النتيجة ولا يزال اثنان معلقان. يوجد 70 شخص تحت الحجر الصحي.
في 17 أبريل، أُعلن أن حظر التجول ساري المفعول بين الساعة 19:00 و 06:00.  أجريت الفحوصات لدى 44 شخصًا حتى الآن ولا يزال 17 اختبارًا معلقًا.
في 22 أبريل، وصل مُسْتَشْفىً مَيْدانِيّ شبه ثابت إلى سينت أوستاتيوس، وسيخصص لمرضى كوفيد-19 في بونير وسينت أوستاتيوس وسابا. يتكون المستشفى الميداني من وحدة عناية مركزية تضم 6 أسرة ومن المتوقع أن يصبح قيد العمل في 15 مايو.
حتى 23 أبريل، كان الاختبار قد أجري لدى 73 شخصًا، لا تزال نتائج 41 منها معلقة. وعُزل 63 شخصًا.
في 25 أبريل، أعلن أنه ولأجل المساعدة في تخفيف الصعوبات الاقتصادية، ستُلغى التعرفة الثابتة للكهرباء والمياه وستُحدد تعرفة الإنترنت عند 25 دولارًا، وذلك من 1 مايو حتى نهاية العام. ستتلقى الجزيرة أيضًا ما قيمته 150 ألف يورو من المساعدات الغذائية.

### مايو 2020
في 6 مايو، كان هناك رحلة عودة إلى هولندا من سينت مارتن. لم تكن سابا قادرة على ضمان توفر رحلات جوية لهذا الشهر، لذا شُجع جميع الذين تقطعت بهم السبل من هولندا أو أوروبا على استخدام هذه الرحلة.
أعلن عن أول حالة شفاء.
في 8 مايو، أعلن الحاكم جوناثان جونسون أنه وابتداءً من 9 مايو منتصف الليل سيُلغى حظر التجول إلا أن إجراءات التباعد الاجتماعي وحظر التجمعات ستبقى قائمة. سيعاد فتح الكنائس والمطاعم بشرط الالتزام بتعليمات العقامة. سيُعاد فتح جميع الأعمال ومرافق الخدمات اعتبارًا من يوم الاثنين 11 مايو. سيُعاد فتح المدارس في 18 مايو.
في 12 مايو أعلن أن جميع حالات الإصابة قد شفيت. بشكل غير ذي صلة، أعيد تعيين الحاكم جوناثان جونسون لولاية ثالثة. تقديرًا للممرضات وجميع العاملين المعنيين، دقت أجراس الكنيسة ظهرًا.
في 22 مايو، ذكر الحاكم جوناثان جونسون أنه اتضح أن الشخص الذي كان على اتصال مع أول حالة شًخصت في 12 أبريل، وكان مصابًا بذات الرئة، كان مصابًا بكوفيد-19. وبالتالي فقد ارتفع عدد الحالات إلى ثلاثة، إلا أنها جميعها قد شفيت.